# Europawahl in Belgien 1989
- Sozialdemokraten (PS/SP): 8
- Grüne (AGALEV/ECOLO): 3
- Regenbogen (VU): 1
- Liberaldemokraten (PRL/PVV): 4
- Christdemokraten (CVP/PSC): 7
- Rechte (VB): 1

Die Europawahl in Belgien 1989 war die zweite Direktwahl zum Europäischen Parlament in Belgien. Sie fand am 18. Juni 1989 im Rahmen der EG-weiten Europawahl 1989 statt. In Belgien wurden 24 der 518 Parlamentssitze vergeben. Dabei wurden die Mandate auf ein niederländischsprachiges Wahlkollegium (13 Mandate) und ein französischsprachiges Wahlkollegium (11 Mandate) aufgeteilt. Es bestand Wahlpflicht.

## Parteien
Folgende Listen traten im niederländischen Wahlkollegium an:
| Partei                              | Kürzel    | Europäische Partei                       | Anmerkung     |
| ----------------------------------- | --------- | ---------------------------------------- | ------------- |
| Christelijke Volkspartij            | CVP       | Europäische Volkspartei                  |               |
| Socialistische Partij               | SP        | Sozialdemokratische Partei Europas       |               |
| Partij voor Vrijheid en Vooruitgang | PVV       | Liberale Demokratische und Reformpartei  |               |
| Volksunie                           | VU-EVA    | Europäische Freie Allianz                |               |
| Anders Gaan Leven                   | AGALEV-GR | Europäische Koordination Grüner Parteien |               |
| Vlaams Blok                         | VB        | –                                        |               |
| Partij van de Arbeid van België     | PVDA      | –                                        | PTB im frz.WK |
| Regenboog                           | REGEBO    | –                                        |               |

Folgende Listen traten im französischsprachigen Wahlkollegium an:
| Liste                                                           | Kürzel    | Europäische Partei                       | Anmerkung                               |
| --------------------------------------------------------------- | --------- | ---------------------------------------- | --------------------------------------- |
| Parti Socialiste                                                | PS        | Sozialdemokratische Partei Europas       |                                         |
| Parti Réformateur Libéral                                       | PRL       | Liberale Demokratische und Reformpartei  |                                         |
| Parti Social Chrétien                                           | PSC       | Europäische Volkspartei                  |                                         |
| Europe écologie                                                 | ECOLO     | Europäische Koordination Grüner Parteien |                                         |
| Europe-Région-Environnement–Front démocratique des francophones | ERE–FDF   | –                                        | 1984 FDF-CFE                            |
| Liste pour l’Europe des travailleurs et de la democratie        | LETD      |                                          |                                         |
| Parti humaniste–Humanistische Partij                            | P.H.-H.P. |                                          |                                         |
| Parti du Travail de Belgique                                    | PTB       | –                                        | PVDA im ndl.WK                          |
| Parti ouvrier socialiste-Ligue révolutionnaire des travailleurs | POS-LRT   | –                                        | 1984 POS-LRT und als SAP-RAL im ndl. WK |

## Endergebnis
Die Wahlbeteiligung lag bei 90,73 %
| WK  | Partei/Liste | Stimmen   | Anteil | Anteil | Anteil | Anteil | Anteil | Anteil | Mandate | Mandate | Fraktion |
| WK  | Partei/Liste | Stimmen   | ndl.WK | ndl.WK | frz.WK | frz.WK | Gesamt | Gesamt | Mandate | Mandate | Fraktion |
| --- | ------------ | --------- | ------ | ------ | ------ | ------ | ------ | ------ | ------- | ------- | -------- |
| N   | CVP          | 1.247.075 | 34,08  | +1,45  | –      | –      | 21,14  | +1,24  | 5       | +1      | EVP      |
| F   | PS           | 854.207   | –      | –      | 38,13  | +4,09  | 14,48  | +1,16  | 5       | ±0      | Soc.     |
| N   | SP           | 733.242   | 20,04  | –8,09  | –      | –      | 12,43  | –4,69  | 3       | –1      | Soc.     |
| N   | PVV          | 625.561   | 17,10  | +2,91  | –      | –      | 10,60  | +1,96  | 2       | ±0      | LD       |
| F   | PSC          | 476.795   | –      | –      | 21,28  | +1,81  | 8,08   | +0,46  | 2       | ±0      | EVP      |
| N   | Agalev-GR    | 446.539   | 12,20  | +5,12  | –      | –      | 4,31   | +2,88  | 1       | ±0      | Grüne    |
| F   | PRL          | 423.479   | –      | –      | 18,90  | –5,24  | 7,18   | –2,27  | 2       | –1      | LD       |
| F   | Ecolo        | 371.053   | –      | –      | 16,56  | +6,71  | 6,29   | +2,43  | 2       | +1      | Grüne    |
| N   | VU-EVA       | 318.153   | 8,70   | –6,21  | –      | –      | 5,39   | –3,08  | 1       | –1      | RBW      |
| N   | VB           | 241.117   | 6,59   | +4,49  | –      | –      | 4,09   | +2,81  | 1       | +1      | ER       |
| F   | ERE-FDF      | 85.867    | –      | –      | 3,83   | –2,55  | 1,46   | –1,04  |         |         |          |
| N/F | PVDA/PTB     | 29.778    | 0,57   | –0,31  | 0,40   | –0,18  | 0,50   | –0,26  |         |         |          |
| N   | REGEBO       | 26.472    | 0,71   | neu    | –      | –      | 0,45   | neu    |         |         |          |
| F   | POS          | 10.117    | –      | –0,43  | 0,45   | –0,02  | 0,17   | –0,27  |         |         |          |
| F   | LETD         | 5.503     | –      | –      | 0,25   | neu    | 0,09   | neu    |         |         |          |
| F   | P.H.-H.P.    | 4.342     | –      | –      | 0,19   | neu    | 0,07   | neu    |         |         |          |

| Europawahl in Belgien 1989Niederländische Sprachgruppe %403020100 34,12017,112,28,76,61,3 CVPSPPVVAgalevVUVBSonst.Gewinne und Verlusteim Vergleich zu %p 6 4 2 0 −2 −4 −6 −8−10+1,6−8,1+2,9+5,1−5,2+4,5−0,8CVPSPPVVAgalevVUVBSonst. | Europawahl in Belgien 1989Französische Sprachgruppe %403020100 38,121,318,916,63,81,3 PSPSCPRLEcoloFDF-ERESonst.Gewinne und Verlusteim Vergleich zu %p 8 6 4 2 0 −2 −4 −6+4,1+1,8−5,2+6,8−2,6−4,9PSPSCPRLEcoloFDF-ERESonst. |